# Diritti LGBT a Capo Verde

Le persone lesbiche, gay, bisessuali e transgender (LGBT) a Capo Verde godono di alcune tutele legali e Capo Verde è considerato un paese tollerante nei confronti degli omosessuali. L'attività omosessuale è legale a Capo Verde dal 2004. Inoltre, dal 2008, è vietata la discriminazione sul lavoro basata sull'orientamento sessuale, rendendo Capo Verde uno dei pochi paesi africani ad avere tali tutele per le persone LGBT.
Capo Verde, insieme ad altre ex colonie portoghesi, è una delle nazioni africane più favorevoli alla comunità LGBT. Il primo evento LGBT del paese si è tenuto nel giugno 2013 nella città di Mindelo. Grazie ai suoi stretti rapporti con il Portogallo e il Brasile, Capo Verde è stata occasionalmente descritta come la nazione più tollerante in Africa nei confronti delle persone LGBT, sebbene vi siano ancora segnalazioni di discriminazione sociale.

## Leggi riguardanti l'omosessualità
Nel codice penale del 1886 l'articolo 71 affermava che l'omosessualità (considerata tra gli atti innaturali) era illegale. Poi, nel 2004, Capo Verde ha modificato il proprio codice penale ed è diventato il secondo paese africano a legalizzare l'omosessualità. 
Al momento della depenalizzazione, l'età legale del consenso era di 16 anni, la stessa età per gli eterosessuali.

## Riconoscimento delle relazioni tra persone dello stesso sesso
Capo Verde non riconosce le unioni dello stesso sesso. L'11 luglio 2017, il primo ministro Ulisses Correia e Silva ha dichiarato che la legalizzazione del matrimonio eigualitario non era all'ordine del giorno.

## Protezioni contro la discriminazione
La discriminazione basata sull'orientamento sessuale sul posto di lavoro è vietata dagli articoli 45(2) e 406(3) del Codice del lavoro (in portoghese: Código Laboral) dal 2008. La pena è una multa il cui importo specifico varia a seconda dei casi. Ciò rende Capo Verde uno dei pochi paesi africani ad avere tali tutele per le persone LGBT, e l'unico non nell'Africa meridionale. L'articolo 406(3) recita:
La pena prevista dal presente articolo si applica anche al licenziamento illegittimo basato su motivi razziali, di appartenenza a un determinato gruppo etnico, religiosi, di orientamento sessuale o su qualsiasi altro motivo discriminatorio.

## Identità ed espressione di genere
La persona transgender e attivista più popolare a Capo Verde è stata Tchinda Andrade, che ha fatto coming out come transgender su un giornale locale nel 1998. È stata descritta dalla CNN come la "chioccia" della comunità transgender locale, e le persone transgender a Capo Verde sono spesso chiamate "tchindas" dalla gente del posto. Tchindas, un documentario del 2015 che segue i preparativi di Andrade per il Carnevale di São Vicente, ha vinto numerosi premi, tra cui il Grand Jury Award all'Outfest ed è stato nominato per un Africa Movie Academy Award.

## Nazioni Unite
Nel 2008 Capo Verde è stato uno dei 66 paesi che hanno firmato un documento dell'Assemblea Generale della Nazioni Unite il quale afferma che i diritti umani non sono limitati in base all'orientamenti sessuali o all'identità di genere.
Nel 2025, in occasione della Giornata internazionale dell'orgoglio LGBTQIA+, Capo Verde ha firmato una dichiarazione congiunta proposta dalla Spagna a favore dei diritti LGBT, essendo l'unico paese africano a farlo.

## Condizioni di vita
In linea con altre ex colonie portoghesi africane, Capo Verde è considerato uno dei paesi più tolleranti in Africa nei confronti di gay e lesbiche.
Il Rapporto sui Diritti Umani del Dipartimento di Stato degli Stati Uniti del 2010 ha rilevato che "le disposizioni legali contribuivano a proteggere la condotta omosessuale; tuttavia, la discriminazione sociale basata sull'orientamento sessuale o sull'identità di genere continuava a rappresentare un problema. Non esistevano organizzazioni di persone lesbiche, gay, bisessuali o transgender attive nel Paese".
Nel 2013, tuttavia, è stata fondata l'Associação Gay de Cabo Verde (Associazione Gay Capoverdiana). Il gruppo ha organizzato la prima parata del Gay Pride a Capo Verde nel giugno 2013, tenutasi a Mindelo, la seconda città più grande del Paese. Capo Verde è diventato il secondo Paese africano a organizzare una parata del Gay Pride dopo il Sudafrica. Tre anni dopo, si tenne la prima parata dell'orgoglio nella capitale Praia.
Da allora, altri gruppi hanno iniziato a lavorare sui diritti LGBT, tra cui l'Associação LGBTI de Praia e l'Associação Arco Iris, nonché l'Istituto Capoverdiano per l'Uguaglianza di Genere e l'Equità (ICIEG). Nel 2018, la parata del Praia Pride è stata organizzata con il supporto dell'ICIEG e del Governo di Praia. I partecipanti hanno chiesto la legalizzazione del matrimonio eigualitario e l'emanazione di una legislazione antidiscriminazione.
São Vicente è nota per essere molto accogliente nei confronti della comunità LGBT.

## Opinione pubblica
Un sondaggio d'opinione di Afrobarometer del 2020 ha rilevato che l'80% dei capoverdiani accoglierebbe con favore o non si sentirebbe infastidito dall'avere un vicino omosessuale. Capo Verde è stato uno dei soli quattro paesi africani intervistati con una maggioranza favorevole, insieme a Sudafrica (70%), Mauritius (56%) e Namibia (54%).

## Tabella riassuntiva
| Attività e relazioni sessuali legali                         | (2004) |
| Parità dell'età di consenso                                  | (2004) |
| Leggi anti-discriminazione sul lavoro                        | (2008) |
| Leggi anti-discriminazione nella fornitura di beni e servizi | No     |
| Leggi anti-discriminazione in tutti gli altri settori        | No     |
| Matrimonio egualitario                                       | No     |
| Unione civile                                                | No     |
| Adozione                                                     | ?      |
| Autorizzazione a prestare servizio nelle forze armate        | ?      |
| Diritto di cambiare legalmente sesso                         | ?      |
| Surrogazione di maternità                                    | ?      |
| Permessa la donazione di sangue per le persone omosessuali   | No     |